# Leucanitis beta
Leucanitis beta är en fjärilsart som beskrevs av Kusnetzov 1908. Leucanitis beta ingår i släktet Leucanitis och familjen nattflyn. Inga underarter finns listade i Catalogue of Life.